# Ганновер Скорпионс

Туй Арена

«Ганновер Скорпионс» (нем. Hannover Scorpions — Скорпионы Ганновера) — немецкий хоккейный клуб из города Ганновер. Выступал в Немецкой хоккейной лиге с 1996 года по 2013 год

## История
В 1975—1994 клуб назывался «ЕСК Ведемарк» (нем. ESC Wedemark).
В 1994—1996 — «Ведемарк Уайлдкэтс» (нем. Wedemark Wildcats).
В 1996—1997 — «Ведемарк Скорпионс» (нем. Wedemark Scorpions).
С 1997 года — «Ганновер Скорпионс» (нем. Hannover Scorpions).
С 2000 года клуб проводит домашние матчи на Туй Арена (нем. TUI Areana) в Ганновере.
В связи с финансовыми проблемами с 2013 года клуб покинул Немецкую Хоккейную Лигу. Ныне играет в дивизионе Север Оберлиги (третий по силе дивизион), с перспективой выхода во Вторую Бундеслигу.

## Достижения
- Чемпион Германии — 2010
- Плей-офф четвертьфинал в чемпионате Германии — 1998, 2007
- Плей-офф полуфинал в чемпионате Германии — 2001, 2006, 2009
- Финалист Кубка Германии — 2009

## Известные игроки
- Крис Брайт
- Тревор Кидд
- Гэри Лиман
- Пол Мара
- Марк Махон
- Марк Педерсон
- Дмитрий Петцольд
- Тодд Симпсон
- Андрей Телюкин
- Тодд Уорринер
- Игорь Чибирев
- Александр Янцен
- Сергей Янцен